# Inns of Court

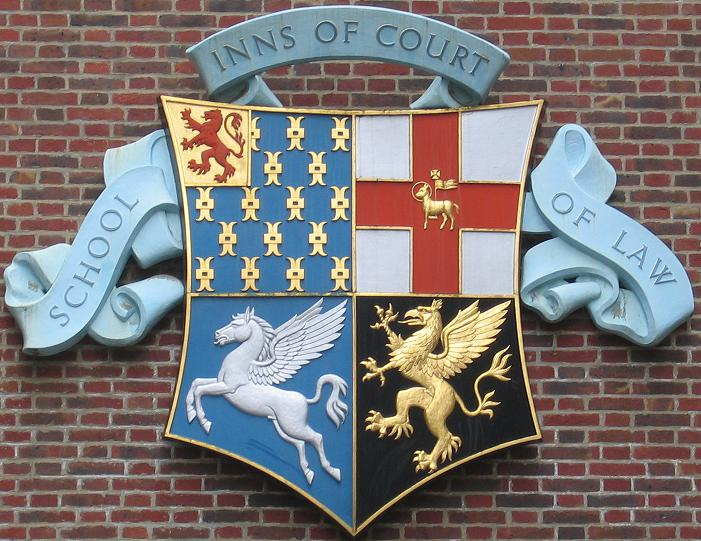
Herb Inns of Court składający się z herbów: Gray's Inn, Lincoln's Inn, Inner Temple i Middle Temple

Inns of Court – stowarzyszenia zawodowe barristerów (adwokatów) prowadzących praktykę zawodową w Anglii i Walii mieszczące się w Londynie. Istnieją cztery Inns of Court: Gray's Inn, Lincoln's Inn, Inner Temple i Middle Temple. Każdy barrister musi należeć do jednego z nich. Inns of Court pełnią funkcje nadzorcze i dyscyplinarne nad swoimi członkami. Posiadają własne budynki, w których są biblioteki, zaplecze gastronomiczne i miejsca zakwaterowania. Są to miejsca, gdzie barristerzy po ukończeniu studiów prawniczych podnoszą swoje kwalifikacje zawodowe, aby móc występować przed sądami w imieniu klienta.

## Historia
Inns of Court to cztery instytucje londyńskie, które historycznie były odpowiedzialne za edukację prawniczą. Ich odpowiednie organy (Bars) miały wyłączne prawo dopuszczania osób do wykonywania zawodu prawniczego (barrister). Wszystkie cztery mają swoje siedziby na pograniczu City of London i City of Westminster, w bliskim sąsiedztwie budynków sądów Royal Courts of Justice. Inner Temple i Middle Temple znajdują się na obszarze zwanym Temple – w pobliżu zabudowań dawnego klasztoru templariuszy Temple Church. Powstały one w średniowieczu, aby przyszli prawnicy mogli studiować zwyczajowe prawo angielskie (common law), a nie tylko prawo rzymskie, którego nauczano na uniwersytetach. W połowie XIII wieku, kiedy prawo zwyczajowe stało się obszerne i zawiłe, wyłoniła się grupa społeczna świeckich wykształconych osób, która zdominowała zawody prawnicze, a członkowie jej założyli stowarzyszenia prawnicze Inns of Court. Stowarzyszenia nabywały nieruchomości i w budynkach będących ich własnością urządzono miejsca zakwaterowania i biblioteki, tak aby studenci mogli szkolić się pod okiem wykształconych prawników. Ten styl nauczania przetrwał do XVII wieku. W połowie wieku XVIII prawo zwyczajowe zostało po raz pierwszy uznane za przedmiot studiów na uniwersytetach, a egzaminy adwokackie stały się obowiązkowe dla uzyskania uprawnień zawodu prawnika.   
Obecnie Inns of Court nie zapewniają już całej edukacji i szkoleń potrzebnych przyszłym prawnikom, ale zapewniają dodatkowe kształcenie w okresie początkowym po ukończeniu studiów i podczas pierwszych lat praktyki zawodowej. Każde stowarzyszenia ma trzy stopnie członkostwa: student, barrister i mistrz zwany ławnikiem (master of the bench). Ławnicy stanowią organ zarządzający dla każdego stowarzyszenia i powołują nowych mistrzów spośród barristerów. Od momentu zostania studentem poprzez całą karierę prawniczą przynależność do stowarzyszenia jest obowiązkowa.

## Galeria
Siedziby Inns of Court:

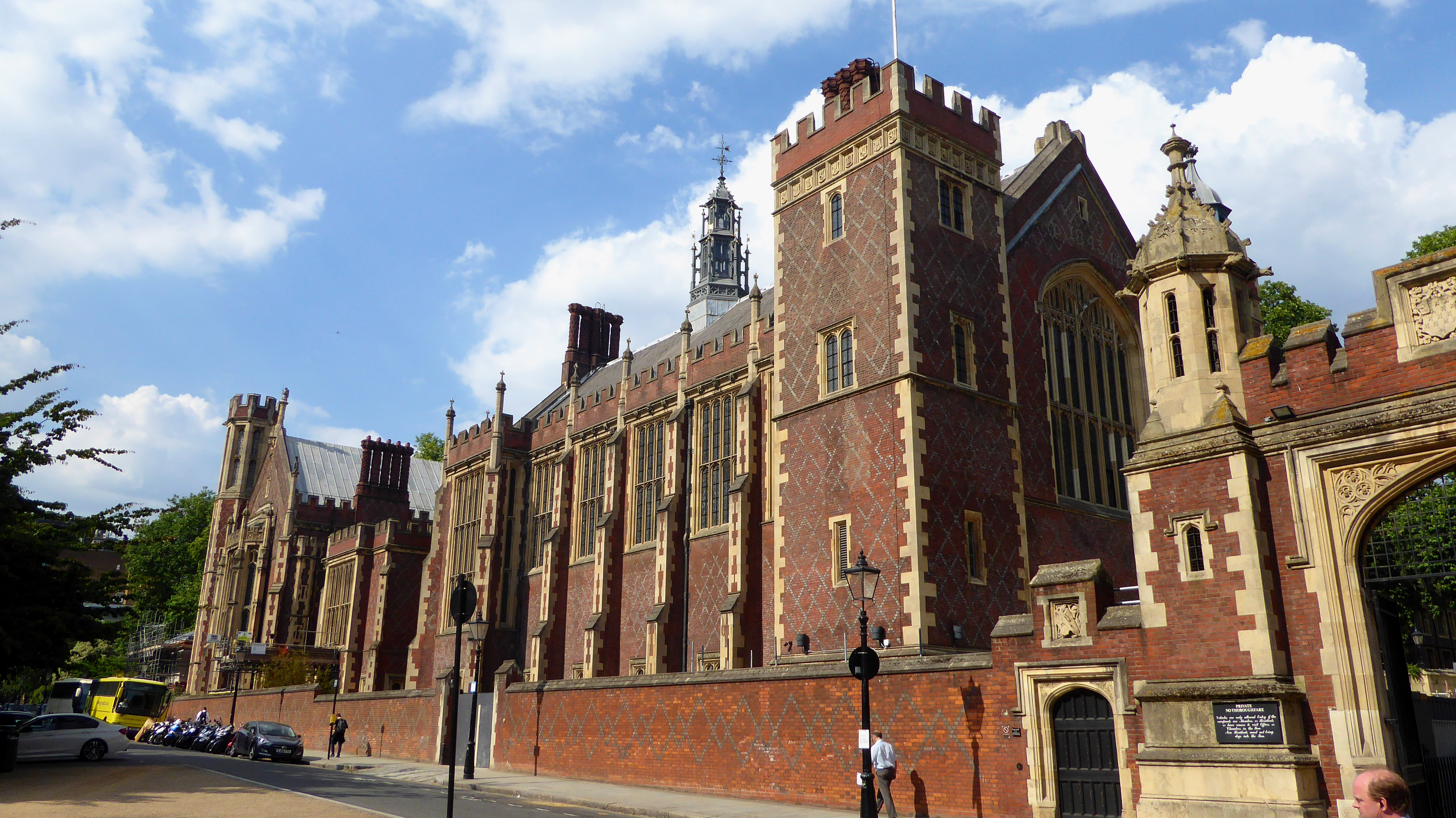
Lincoln's Inn
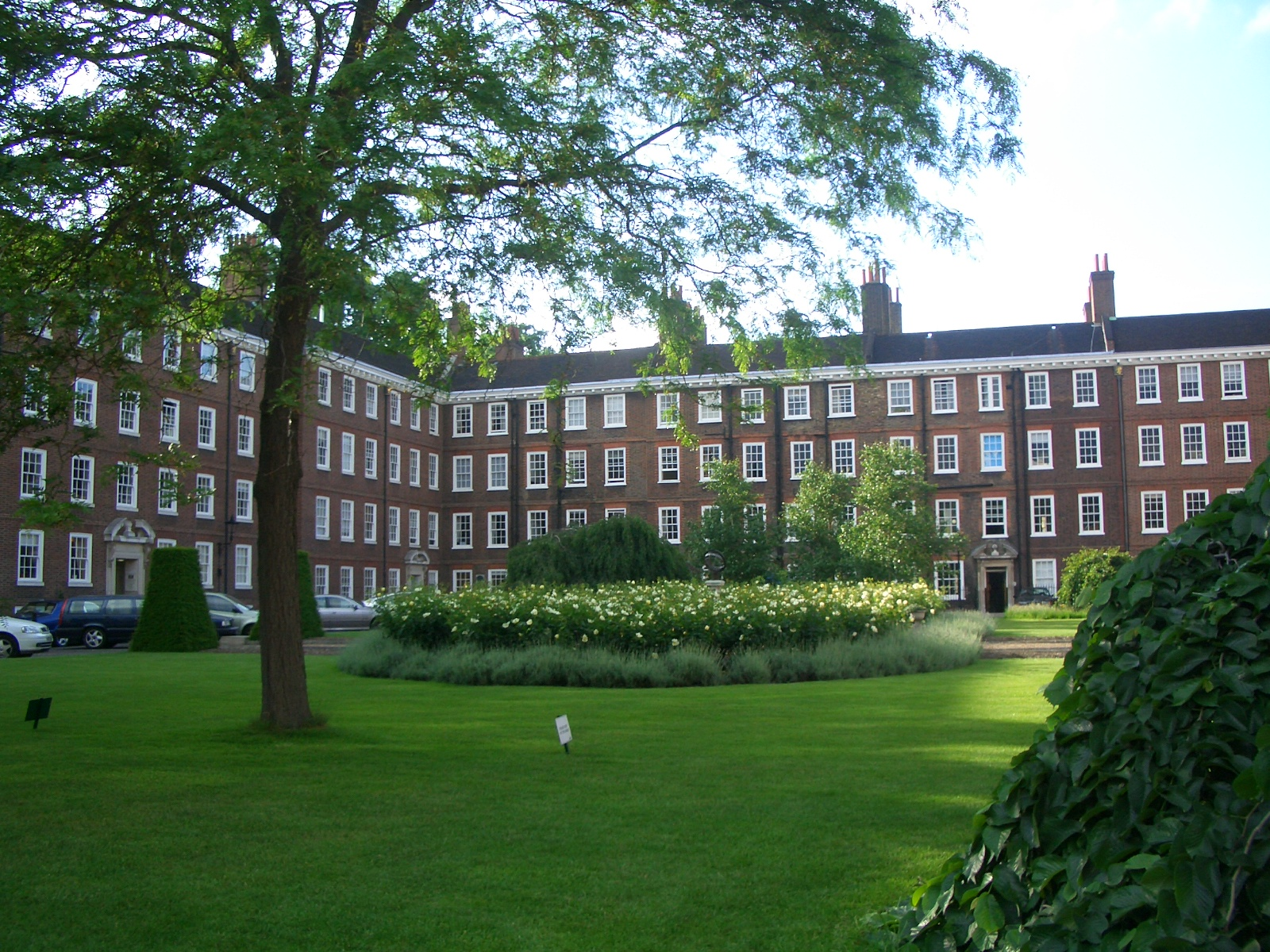
Gray's Inn
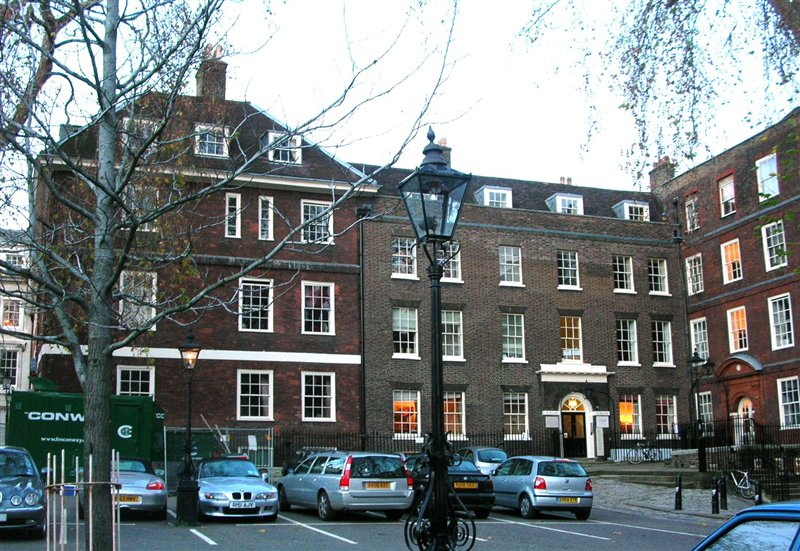
Inner Temple
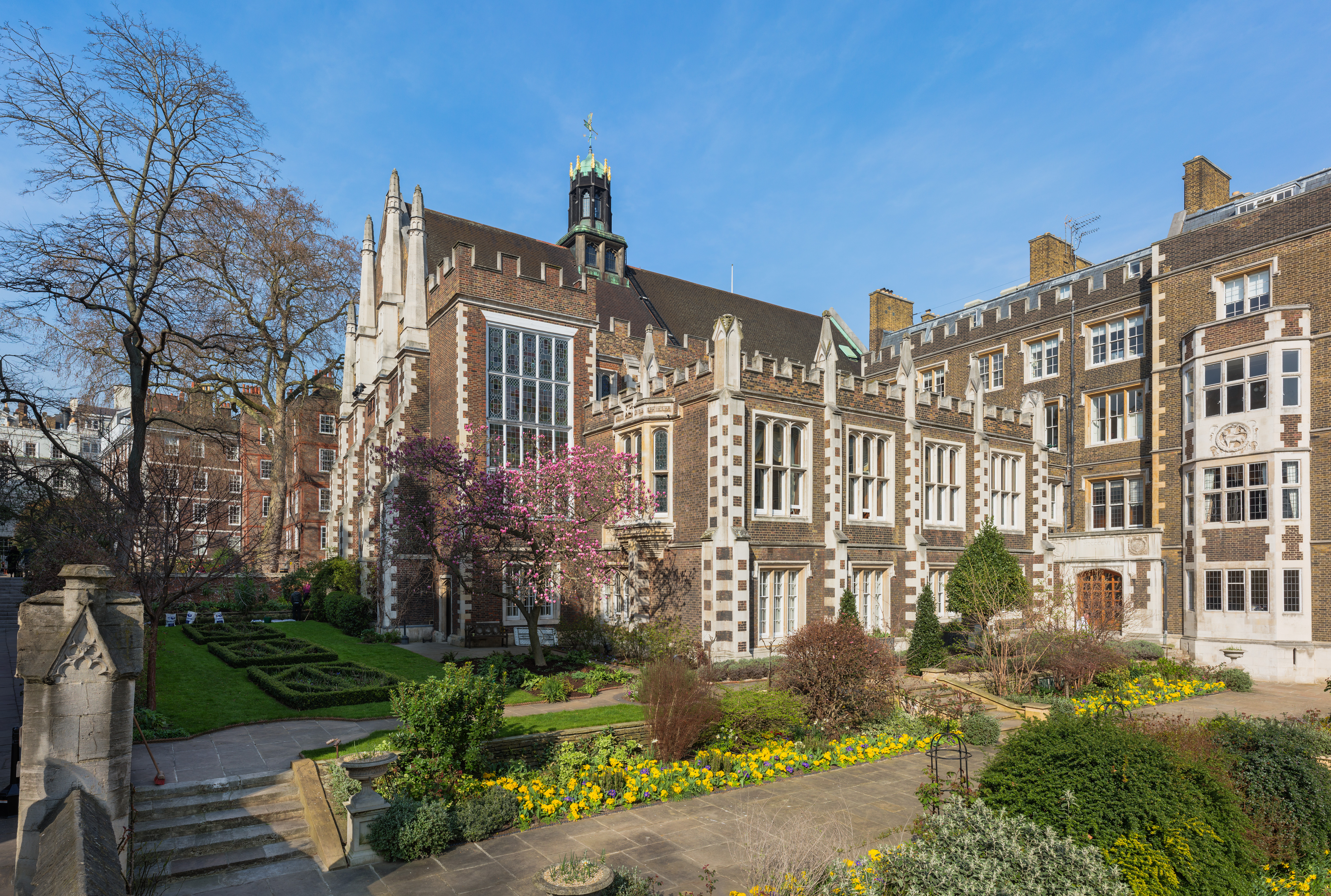
Middle Temple